# Ctenophthalmus triodontus
Ctenophthalmus triodontus är en loppart som beskrevs av Rothschild 1907. Ctenophthalmus triodontus ingår i släktet Ctenophthalmus och familjen mullvadsloppor. Inga underarter finns listade i Catalogue of Life.